# Waffe des Teufels
Waffe des Teufels (Originaltitel: Le Toubib) ist ein französisches Filmdrama aus dem Jahr 1979. Es ist die Literaturverfilmung des Romans Harmonie ou les horreurs de la guerre von Jean Freustié. In ihr spielt Alain Delon die Rolle eines französischen Chirurgen in einem fiktiven Dritten Weltkrieg. Regie führte Pierre Granier-Deferre.

## Handlung
Frankreich 1993: Der Dritte Weltkrieg, beschränkt auf den Schauplatz Europa, ist ausgebrochen und der Arzt Dr. Desprée wurde von seiner Frau verlassen. Enttäuscht und mürrisch nimmt er seinen Dienst in einem Lazarett hinter den feindlichen Linien auf. Er hat für die Freude anderer nichts mehr übrig und erwidert jegliche motivierende Nachricht mit einer zynischen Bemerkung.
Eines Tages wird die junge Harmony ihm als Krankenschwester zugeteilt, der er zu Anfang mit seiner Art das Leben schwer macht. Doch langsam verliebt er sich in sie und das Verhältnis wird besser. Aber die Hoffnung weilt nur kurz, da Desprée bei Harmony eine schwerwiegende Lungenkrankheit diagnostiziert. Nicht nur sie macht Desprée Sorgen, auch eine neue Tötungsart breitet sich an der Front aus und ruft bei den Soldaten schwere Verletzungen hervor. Eine Spezialmine des Feindes ist mit Rasierklingen ausgestattet und wird per Fallschirm auf feindliche Truppen abgeworfen. Sobald sich ein Mensch nähert, explodiert die Mine.
Nach einem schrecklichen Erlebnis mit Harmony im Außeneinsatz und dem Tod seines Freundes François entschließt sich Desprée, Harmony zu seiner Schwester zu schicken. Während einer Verlegung des Lazaretts wird Harmony von einer der neuartigen Minen getötet.

## Kritiken
„Trotz schreckenerregender Bilder und wohlgemeinter Denkanstöße setzt er sich nicht ernsthaft genug mit der Problematik auseinander, sondern bleibt romantisierend-harmlos an der Oberfläche.“

„Selbst verkohlte Leichen [machen sich] nett und adrett in einer Landschaft aus, in der nicht das Blut der Soldaten, sondern das Rot des Klatschmohns den Ton angibt.“

## Hintergrund
Der Film wurde mit Unterstützung der Französischen Armee realisiert, die u. a. AMX-30-Panzer und Helikopter für den Dreh zur Verfügung stellte.